# Distretto di Meung
Il distretto di Meung è uno dei cinque distretti (mueang) della provincia di Bokeo, nel Laos.  Ha come capoluogo la città di Xaysetha.